# Shun Hing Square
Il Shun Hing Square (in cinese: 信兴广场) è un grattacielo situato a Shenzhen, in Cina.

## Descrizione
Alto 384 metri e con 69 piani, al suo completamento nel 1996 è stato il grattacielo più alto della Cina e dell'Asia, fino a quando è stato superato dal CITIC Plaza nel 1997.
Realizzato dalla K.Y. Cheung Design Associates, la torre dispone di un osservatorio pubblico chiamato Centro Meridiana che si trova al 69º piano. È il più alto edificio costruito con l'acciaio in Cina.